# Język mosznowy
Język mosznowy (bruzdowaty, mosznowaty, pofałdowany) – język z obecnymi głębokimi bruzdami na jego grzbietowej powierzchni.
Jest to wada wrodzona związana z nieprawidłową budową mięśnia powierzchownego języka. Ujawnia się około czwartego roku życia, w pełni kształtuje się w okresie dojrzałości płciowej. Występuje często u kilku członków tej samej rodziny.
W zależności od ukształtowania bruzd wyróżnia się kilka typów języka mosznowego
- liściasty charakteryzujący się głęboką bruzdą środkową oraz bruzdami bocznymi, które nie łączą się z nią i przechodzą na brzegi języka
- mózgowy o bardziej powierzchownych rowkach przebiegających w różnych kierunkach, podobnych do zwojów mózgowych, ze słabiej zaznaczoną bruzdą środkową, która łączy się z pozostałymi[2].
- nieregularny[1].

Wada ta nie wymaga interwencji medycznej. Ważne jest przestrzeganie zasad higieny jamy ustnej, aby drobnoustroje gromadzące się w zagłębieniach języka nie powodowały nieswoistych stanów zapalnych.
Język mosznowy występuje w zespole Melkerssona-Rosenthala, u większości pacjentów z zespołem Downa i w połączeniu z językiem geograficznym.